# Ali ibn Muhammad (idriside)

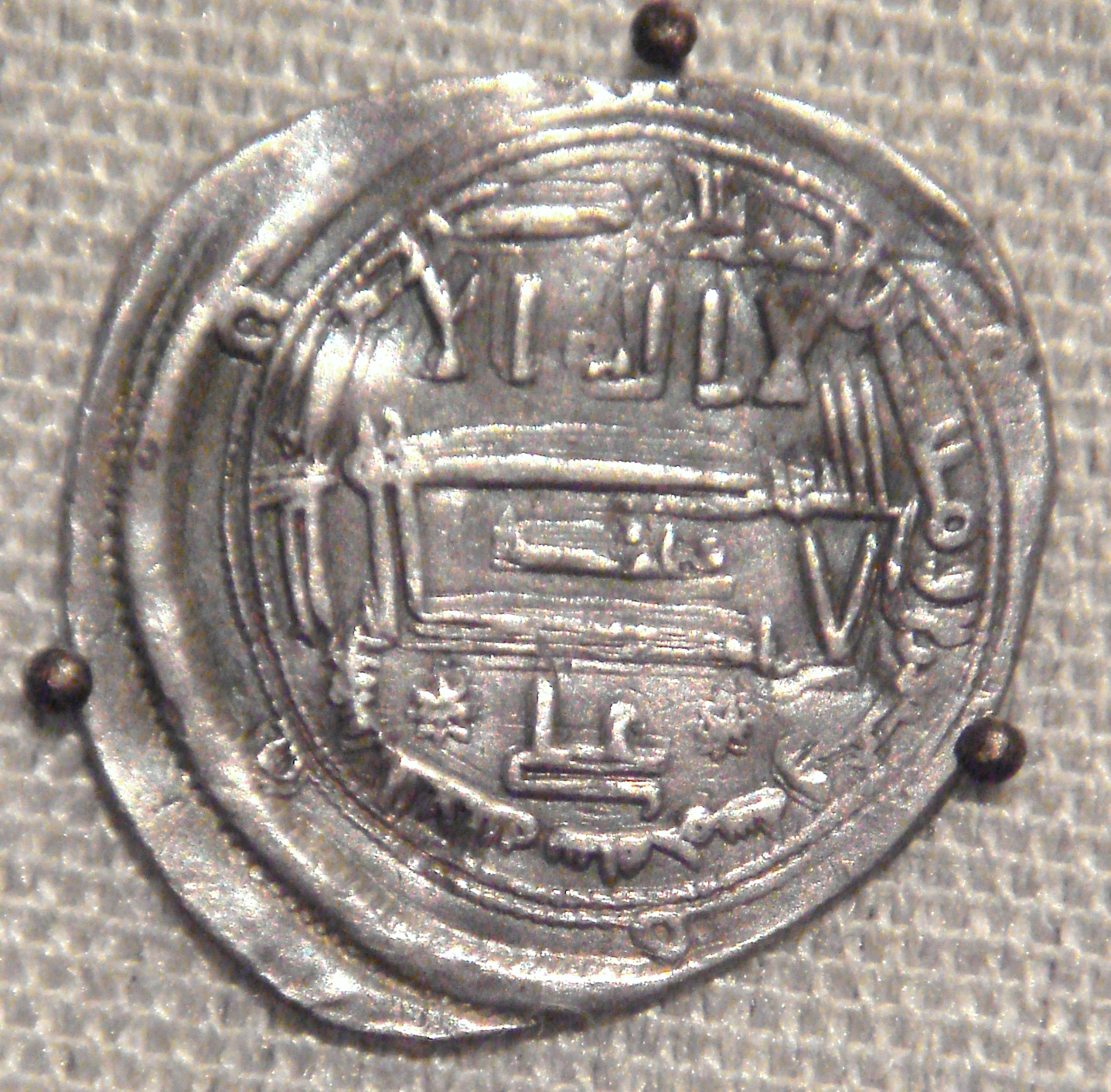
Moneta idriside coniata nell'840, durante il regno di ʿAlī ibn Muḥammad

ʿAlī ibn Muḥammad (in arabo علي بن محمد‎? ; in berbero ⵄⵍⵉ ⵓ ⵎⵓⵃⵎⵎⴷ, conosciuto con il nome di ʿAlī Ḥaydara; 827 – 848) fu il quarto sultano della dinastia sciita degli Idrisidi, figlio di Muḥammad ibn Idrīs, che regnò sul Maghreb al-Aqsa (l'attuale Marocco) dall'836 fino alla sua morte.

## Biografia
Ali ben Muhammad (talvolta chiamato Ali ben Muhammad ben Idriss) succede a suo padre Muhammad ben Idris all'età di 9 anni e 4 mesi come sultano idrissido nell'836 con il nome di Ali I e il titolo di emiro. Conosciuto anche come Ali Haïdara, regna per 12 anni con il supporto degli Awraba, che si occupano di mantenere l'ordine fino alla sua morte.
Uomo dotato di grande intelligenza, riorganizzò il regno e le istituzioni create dai suoi predecessori, diventando benvoluto e sostenuto dagli ambienti di corte. Portò al regno idriside sicurezza e prosperità.
Morto senza discendenza, il potere passa poi a suo fratello Yahya ibn Muhammad e, nel 864, a suo nipote Yahya II, che viene deposto e muore dieci anni dopo a seguito di una rivolta. Un altro nipote, Ali ben Umar, che regnava sul Rif prima della rivolta, viene quindi proclamato sovrano di tutte le province del Maghreb.
Il principe Aḥmad Mezwār, figlio di ʿAlī ibn Muḥammad, lasciò Fez raggiungendo la regione di Jbala. La sua tomba è ancora visibile nella zona rocciosa conosciuta col nome di Ḥajarat Shorfa.